# Joni Huntley
Joni Huntley (Estados Unidos, 4 de agosto de 1956) es una atleta estadounidense retirada, especializada en la prueba de salto de altura en la que llegó a ser medallista de bronce olímpica en 1984.

## Carrera deportiva
En los JJ. OO. de Los Ángeles 1984 ganó la medalla de bronce en el salto de altura, con una marca de 1.97 metros, tras la alemana Ulrike Meyfarth (2.02 metros) y la italiana Sara Simeoni (plata con 2.00 metros).